# Періодична послідовність
У математиці періодична послідовність — це послідовність, у якій ті самі терми повторюються знову і знову:
a1, a2, ..., ap,  a1, a2, ..., ap,  a1, a2, ..., ap, ...
Кількість р повторюваних доданків називають періодом.

## Визначення
(Чисто) періодична послідовність (з періодом p), або p-періодична послідовність, це послідовність a1, a2, a3, ..., у якій
an+p = an
для всіх значень n. Якщо послідовність розглядати як функцію, областю визначення якої є множина натуральних чисел, то періодична послідовність є просто особливим типом періодичної функції. Найменше значення p, для якого періодична послідовність є p-періодичною, називають її найменшим періодом або точним періодом. 

## Приклади
Кожна стала функція є 1-періодичною.
Послідовність {\displaystyle 1,2,1,2,1,2\dots } є періодичною з найменшим періодом 2.
Послідовність цифр у десятковому розкладі 1/7 є періодичною з періодом 6:
{\displaystyle {\frac {1}{7}}=0.142857\,142857\,142857\,\ldots }
Загалом, послідовність цифр у десятковому розкладі будь-якого раціонального числа є періодичною (див. нижче). 
Послідовність степенів − 1 є періодичною з періодом два:
{\displaystyle -1,1,-1,1,-1,1,\ldots }
Загальніше, послідовність степенів будь-якого кореня з одиниці є періодичною. Те саме справедливо для степенів будь-якого елемента скінченного порядку в групі[джерело?].
Періодична точка для функції f : X → X — точка x, орбіта якої
{\displaystyle x,\,f(x),\,f(f(x)),\,f^{3}(x),\,f^{4}(x),\,\ldots }
є періодичною послідовністю. Тут, {\displaystyle f^{n}(x)} означає n-разову композицію f, застосовану до x.  Періодичні точки важливі в теорії динамічних систем. Кожна функція від скінченної множини на саму себе має періодичну точку; виявлення циклу — це алгоритмічна задача знаходження такої точки.

## Тотожності

### Часткові суми
{\displaystyle \sum _{n=1}^{kp+m}a_{n}=k*\sum _{n=1}^{p}a_{n}+\sum _{n=1}^{m}a_{n}}, де k і m<p — натуральні числа[джерело?].

### Часткові добутки
{\displaystyle \prod _{n=1}^{kp+m}a_{n}=({\prod _{n=1}^{p}a_{n}})^{k}*\prod _{n=1}^{m}a_{n}}, де k і m<p — натуральні числа[джерело?].

## Періодичні послідовності нулів і одиниць
Будь-яку періодичну послідовність можна побудувати поелементним додаванням, відніманням, множенням і діленням періодичних послідовностей, що складаються з нулів і одиниць. Періодичні нульові та одиничні послідовності можна виразити як суми тригонометричних функцій:
{\displaystyle \sum _{k=1}^{1}\cos(-\pi {\frac {n(k-1)}{1}})/1=1,1,1,1,1,1,1,1,1...} — період 1,
{\displaystyle \sum _{k=1}^{2}\cos(2\pi {\frac {n(k-1)}{2}})/2=0,1,0,1,0,1,0,1,0...} — період 2,
{\displaystyle \sum _{k=1}^{3}\cos(2\pi {\frac {n(k-1)}{3}})/3=0,0,1,0,0,1,0,0,1,0,0,1,0,0,1...} — період 3,
{\displaystyle ...}
{\displaystyle \sum _{k=1}^{N}\cos(2\pi {\frac {n(k-1)}{N}})/N=0,0,0...,1} — період {\displaystyle N}.

## Узагальнення
Послідовність є зрештою періодичною, якщо її можна зробити періодичною, відкинувши деяку скінченну кількість початкових членів. Наприклад, послідовність цифр у десятковому розкладі 1/56 є періодичною:
1/56 = 0. 0 1 7  8 5 7 1 4 2  8 5 7 1 4 2  8 5 7 1 4 2  ... [джерело?]
Послідовність є остаточно періодичною, якщо вона задовольняє умову {\displaystyle a_{k+r}=a_{k}} для деякого r і достатньо великого k.
Послідовність є асимптотично періодичною, якщо її члени наближаються до членів періодичної послідовності. Тобто послідовність x1, х2, х3, ... є асимптотично періодичною, якщо існує періодична послідовність a1, a2, a3, ... для якої
{\displaystyle \lim _{n\rightarrow \infty }x_{n}-a_{n}=0.} 
Наприклад, послідовність
1/3,  2/3,  1/4,  3/4,  1/5,  4/5,  . . .
є асимптотично періодичною, оскільки її члени наближаються до членів періодичної послідовності 0, 1, 0, 1, 0, 1, .... 